# Joseph von Eichendorff
Joseph Karl Benedikt baron von Eichendorff (n. 10 martie 1788, Castelul Lubowitz⁠(d), Voievodatul Silezia, Polonia – d. 26 noiembrie 1857, Neisse, Provincia Silezia⁠(d), Regatul Prusiei) a fost un poet și prozator german.

## Opera
- 1837: Poezii ("Gedichte");
- 1853: Julian;
- 1855: Robert și Guiskard ("Robert und Guiskard");
- 1815: Presentiment și prezent ("Ahnung und Gegenwart");
- 1824: Război filistinilor! ("Krieg den Philistinern");
- 1826: Din viața unui pierde-vară ("Aus dem Leben eines Taugenichts");
- 1833: Pețitorii ("Die Freier");
- 1833: Mult zgomot pentru nimic ("Viel Lärmen um nichts");
- 1834: Poeții și tovarășii lor ("Dichter und ihre Gesellen");
- 1847: Despre importanța etică și religioasă a noii poezii romantice ("Über die ethische und religiöse Bedeutung der neuen romantischen Poesie");
- 1857: Istoria literaturii poetice a Germaniei ("Geschichte der poetischen Literatur Deutschlands").